# Otylia Jędrzejczak
Otylia Jędrzejczak (anhörenⓘ) (* 13. Dezember 1983 in Ruda Śląska, Polen) ist eine  ehemalige polnische Schwimmerin und Olympiasiegerin im Schwimmen (2004).

## Werdegang
Jędrzejczak studierte Sport an der Universität Warschau und startete für den Universitätssportklub ASZ AWF Warszawa. Ihr Trainer war Paweł Słominski.
1999 fiel sie erstmals international bei den Junioreneuropameisterschaften auf, als sie über 100 und 200 m Schmetterling Europameisterin der Junioren wurde. Im gleichen Jahr konnte sie in ihrer Spezialdisziplin 200 m Schmetterling auch die Bronzemedaille bei den Schwimmeuropameisterschaften gewinnen.
Sie nahm im Jahre 2000 an den Olympischen Spielen in Sydney teil und belegte über 200 m Schmetterling den fünften Rang.
Am 4. August 2002 bei den Schwimmeuropameisterschaften in Berlin wurde sie Europameisterin über 200 m Schmetterling in Weltrekordzeit von 2:05,78 Minuten. Sie war damit um drei Hundertstel Sekunden schneller als die bisherige Weltrekordlerin Susie O’Neill aus Australien.
Bei den Weltmeisterschaften 2003 in Barcelona konnte sie erneut auf ihrer Lieblingsstrecke 200 m Schmetterling glänzen und ihren ersten Weltmeistertitel gewinnen.
Bei den Olympischen Spielen 2004 in Athen gewann sie am 15. August 2004 binnen einer Stunde zwei Silbermedaillen über 100 m Schmetterling und über 400 m Freistil. Am 18. August 2004 feierte sie den größten Erfolg ihrer Karriere: Sie wurde Olympiasiegerin über 200 m Schmetterling. Es war die erste olympische Goldmedaille im Schwimmen für Polen.

## Ehrungen
Ihre Erfolge brachten Otylia Jędrzejczak in ihrem Heimatland große Popularität ein. Sie gilt als weibliches Pendant zum in Polen ebenfalls sehr angesehenen Skispringer Adam Małysz. Jędrzejczak wurde 2004 und 2005 in Polen zur Sportlerin des Jahres gewählt.
Das britische Magazin Time wählte sie in die Liste der Helden Europas 2004, da sie ihre in Athen gewonnene Goldmedaille zugunsten leukämiekranker Kinder versteigert hatte. Auf Antrag der Kinder erhielt sie die internationale Auszeichnung als Kavalier des Ordens des Lächelns.

## Unfall und Comeback
Am 1. Oktober 2005 wurde Jędrzejczak bei einem von ihr verursachten Autounfall nördlich von Warschau schwer verletzt, ihr 19-jähriger Bruder starb. Unfallursache war eine deutlich überhöhte Geschwindigkeit. Sie wurde zu 9 Monaten Haft, 30 Stunden sozialer Arbeit pro Monat und einem einjährigen Fahrverbot verurteilt.
Am 25. März 2006 trat Jędrzejczak in Ostrowiec Świętokrzyski erstmals seit ihrem Unfall wieder bei einem Wettbewerb an. Sie gewann die 200 m Schmetterling mit einer Zeit von 2:15,73 Minuten.
Bei den Kurzbahneuropameisterschaften in Helsinki gewann sie im Dezember 2006 die Goldmedaille und stellte einen europäischen Rekord über 200 m Schmetterling auf (2:04,94 Minuten). Bei den Kurzbahneuropameisterschaften in Debrecen 2007 gewann sie ebenfalls eine Goldmedaille und stellte mit 2:03,53 Minuten einen neuen Europarekord auf.
Bei den Olympischen Spielen in Peking 2008 wurde sie Vierte im Rennen auf 200 m Schmetterling und Neunte auf 400 m Freistil. Nach den Spielen pausierte sie zunächst, nahm aber noch einmal an den Olympischen Spielen in London 2012 teil, wo sie in ihrer Lieblingsdiziplin 200 m Schmetterling den 16. Platz belegte.
Am 5. Juni 2014 gab sie das Ende ihrer sportlichen Karriere bekannt. 2019 wurde sie in die International Swimming Hall of Fame aufgenommen.